# Tori Spelling
Pour les articles homonymes, voir Spelling.
Victoria Davey « Tori » Spelling, née le 16 mai 1973 à Los Angeles, est une actrice, personnalité médiatique et écrivaine américaine.
Elle est principalement connue pour être la fille d'Aaron Spelling et pour avoir joué dans la série Beverly Hills 90210 entre 1990 à 2000 et dans Mystery Girls (2014). Elle est également apparue dans une multitude de téléfilms à succès tels que : Mortel Rendez-vous (1994), Si près du danger (1996), Le Cadeau de Carole (2003), Une famille pour Charlie (en) (2005), Les Princesses des neiges (2012), Mother, May I Sleep with Danger? (2016) ou encore Sharknado 6: The Last Sharknado, It's About Time (2018).
Au cinéma, elle est apparue en tête d'affiche dans les films comme : The House of Yes (1997), Trick (1999), Scary Movie 2 (2000), Embrassez le marié ! (2007) ou encore Izzie's Way Home (2016).
En 2009, elle publie son autobiographie intitulée Story Telling, qui débute à la 1re place des meilleures ventes, ce qui en fait la meilleure vente de livre d'une célébrité en 2009.
Elle est également la vedette principale de plusieurs télé-réalités.

## Biographie

### Enfance
Tori est née à Los Angeles, Californie de Candy Spelling et Aaron Spelling, un célèbre et prolifique producteur américain aujourd'hui décédé. Elle a un plus jeune frère Randy Spelling. Elle a grandi dans une famille juive. Son prénom lui vient de son grand-père paternel. Elle a étudié au Beverly Hills High School, mais est diplômée de la Harvard-Westlake School.

### Carrière

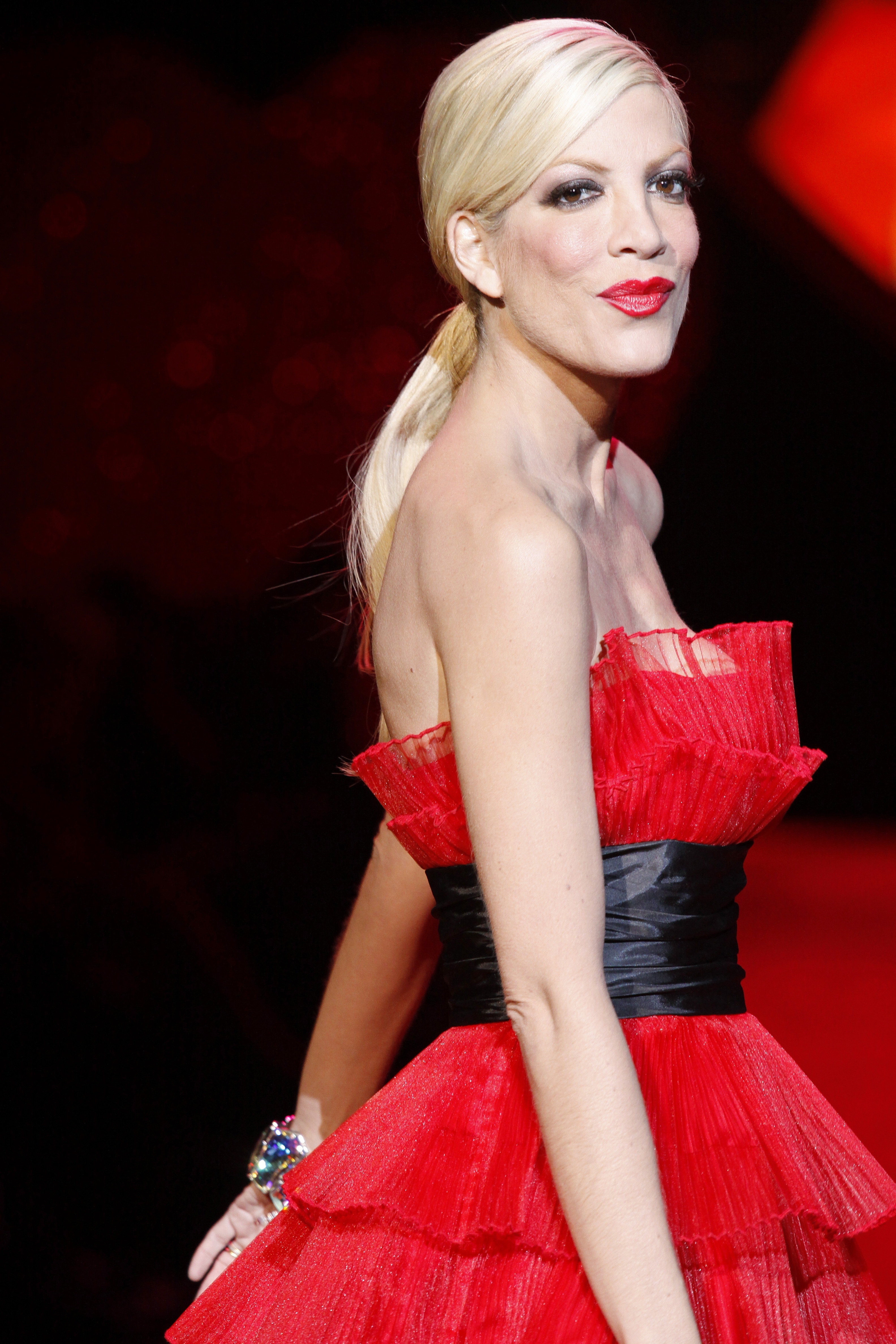
Tori lors du défilé The Heart Truth en 2009.

L'actrice est d'abord apparue en tant qu'invitée dans un grand nombre de séries (principalement celles de son père), telles que La croisière s'amuse, T.J. Hooker, Hôtel, L'Île fantastique, Vega$, et Sauvés par le gong. C'est en 1990 qu'elle devient plus largement connue, grâce à l'interprétation de l'un des rôles principaux de la série Beverly Hills 90210, coproduite par son père et Darren Star.
Après la série, Tori a profité de sa notoriété pour tenter de diversifier sa carrière. Tout en continuant à travailler pour la télévision, elle a ainsi joué dans des films indépendants (et reçu souvent des prix pour ses performances) comme Trick et le film indépendant The House of Yes (aux côtés de l'actrice Parker Posey), où sa prestation lui vaut de bonnes critiques.
En 1997, elle joue dans le film Scream 2 et dans de nombreux films comme Sol Goode, Scary Movie 2 ou encore 50 Ways to Leave Your Lover.
En 2006, elle lance une série télévisée, So NoTORIous, où elle joue avec autodérision son propre rôle.
En 2007, son époux Dean McDermott et elle lancent leur propre émission de télé-réalité, La Nouvelle Vie de Tori Spelling.
L'année suivante, elle reprend son rôle de Donna Martin dans la série dérivée 90210, le temps de quelques épisodes de la saison 1.
Après plusieurs apparitions dans de nouvelles séries telles que Less Than Perfect ou encore Smallville, elle fonde une famille.
En 2009, elle publie son autobiographie intitulée Story Telling, qui débute à la 1re place des meilleures ventes, ce qui en fait la meilleure vente de livre d'une célébrité en 2009 .
En 2012, elle est en tête d'affiche du téléfilm événement de noel Les Princesses des neiges, aux côtés de Tia Mowry, qui est un énorme succès aux Etats-Unis, avec plus de 3,16 millions de téléspectateurs,.
En 2014, elle obtient l'un des rôles principaux de la série Mystery Girls, aux côtés de Jennie Garth, son ancienne partenaire de la série Beverly Hills.
En 2016, elle prête sa voix au personnage principal dans le film d'animation Izzie's Way Home. La même année, elle obtient le rôle principal dans le téléfilm Mother, May I Sleep with Danger?, aux côtés de James Franco, qui est diffusé le 18 juin 2016 sur Lifetime.
Dès le 24 juin 2018, elle est l'une des présentatrices de l'émission de télé-réalité The Look All Stars, diffusé sur la chaine The CW Television Network. Dans un même temps, elle apparait dans le téléfilm à succès Sharknado 6: The last sharknado, it's about time.
En janvier 2019 elle participe à la première saison de Mask Singer, et est éliminée lors du 5e épisode.
La même année, elle fait un retour médiatique exposé, lorsqu'elle rejoint ses anciens partenaires de la série Beverly Hills dans un nouveau reboot composé de six épisodes et qui sera diffusé durant l'été sur la chaîne américaine FOX.
En septembre 2022, elle participe en France à la saison 4 de l'émission Mask Singer, sur TF1, dans laquelle elle est invitée en tant que star internationale.

### Vie privée
Tori a fréquenté l'acteur Nick Savalas pendant près de trois ans (1992-1995). En 2012, elle a révélé que ce dernier abusait mentalement de la jeune femme lorsqu'ils se fréquentaient : « Il n'a jamais été physiquement violent avec moi, mais il l'a été verbalement. Il me disait au moins dix fois par jour que je n'étais pas belle. »
Elle a eu une petite idylle avec l'acteur Brian Austin Green pendant le tournage de Beverly Hills.
Après avoir fréquenté l'acteur Vincent Young, de mai 1999 à avril 2001, Tori a entamé une relation avec l'acteur Charlie Shanian, en juin 2002. Après s'être fiancés en novembre 2003, ils se sont mariés le 3 juillet 2004. En octobre 2005, ils ont annoncé qu'ils sont en procédure de divorce au bout de trois ans et demi de vie commune et quinze mois de mariage. Leur divorce a été prononcé en avril 2006.
De juillet 2005 à juillet 2023, Tori a été en couple avec l'acteur Dean McDermott. Après s'être fiancés en décembre 2005, ils se sont mariés le 7 mai 2006. Ensemble, ils ont eu cinq enfants : Liam Aaron (né le 13 mars 2007), Stella Doreen (née le 9 juin 2008), Hattie Margaret (née le 10 octobre 2011), Finn Davey (né le 30 août 2012) et Beau Dean (né le 2 mars 2017).
En 2006, Tori perd son père Aaron Spelling ainsi que son héritage. En effet, sa mère, Candy, avait demandé à celui-ci de changer le testament avant de mourir. La fortune de son père (producteur) était estimée à 500 millions de dollars, elle n'hérite que de 800 000 dollars.
En décembre 2013, la presse a annoncé que Dean McDermott a trompé Tori avec Emily Goodhand, une jeune femme âgée de 28 ans,. Selon les médias, Dean aurait affirmé auprès d'Emily qu'il n'avait plus de rapports sexuels avec Tori, ils ont donc eu une aventure qui a duré deux jours. Afin de mettre au clair cette histoire, Tori a créé sa propre émission de télé-réalité de 6 épisodes, True Tori. Depuis janvier 2014, Tori et Dean suivent une thérapie de couples afin de sauver leur mariage,. En juin 2014, il a été déclaré que Dean aurait trompé Tori avec cinq autres femmes il y a plusieurs mois de cela.
En juillet 2023, Tori Spelling et Dean Mcdermott se séparent après 17 ans de mariage.

## Filmographie

### Cinéma
- 1989 : Les Scouts de Beverly Hills (Troop Beverly Hills) : Jamie
- 1996 : Calls for Cthulhu : Susan
- 1997 : The House of Yes : Lesly
- 1998 : Scream 2 : Elle-même
- 1999 : Trick : Katherine
- 2000 : Tout va pour le pire (Perpetrators of the Crime) : Lucy
- 2001 : Scary Movie 2 : Alex
- 2002 : Naked Movie : Iris Pytlak
- 2003 : Sol Goode (en) : Tammie
- 2003 : Evil Alien Conquerors (en) : Jan
- 2004 : 50 Ways to Leave Your Lover : Stephanie
- 2005 : L'Incroyable Histoire de Stewie Griffin (Stewie Griffin: the Untold Story) : Donna Martin (voix)
- 2007 : Cthulhu : Susan
- 2008 : Embrassez le marié ! (Kiss the Bride) : Alex Golski
- 2016 : Izzie's Way Home : April (voix)
- 2023 : Rapscallion Romance : Naomi (court-métrage)
- 2024 : Kill with Me

### Télévision

#### Séries télévisées
- 1981 : Vegas : Julie (saison 3, épisode 19)
- 1983 : Matt Houston : Nelli Brand (saison 1, épisode 20)
- 1983 : L'Île fantastique (Fantasy Island) : Christy (saison 6, épisode 16)
- 1983 : Hôtel (Hotel) : Lisa Walker (saison 1, épisode 11)
- 1983 : L'Île fantastique (Fantasy Island) : Laurie Shannon (saison 7, épisode 4)
- 1983 : La croisière s'amuse (The Love Boat) : Sarah Toomey (saison 6, épisode 16)
- 1984  : Hooker (T.J. Hooker) : Toni Polnoi (saison 4, épisode 10)
- 1984 : La croisière s'amuse (The Love Boat) : Penny Gibson (saison 7, épisode 27)
- 1985 : Hôtel (Hotel) :  Sarah Putnam (saison 3, épisode 9)
- 1985 : Glitter (en) : Melissa Lane (saison 1, épisode 11)
- 1987 : Hôtel (Hotel) : Jody « Jo » Payne  (saison 4, épisode 18)
- 1989 : Monsters : Beverly  (saison 1, épisode 18)
- 1990-1991 : Sauvés par le gong (Saved by the Bell) : Violet Bickerstaff  (saison 2, épisodes 5 et 18 - saison 3, épisode 7)
- 1990  - 2000 : Beverly Hills (Beverly Hills 90210) : Donna Martin (rôle principal - saisons 1 à 10)
- 1992 : Melrose Place : Donna Martin (saisons 1, épisodes 1 et 2)
- 1994 : L'Homme à la Rolls (Burke's Law) : Mary McKenna (saison 1, épisode 5)
- 1996 : Couleur Pacifique (Malibu Shores) : Jill (saison 1, épisode 7)
- 2003 : So Downtown : Liz (saison 1, épisode 1)
- 2004 : The Help (en) : Molly (rôle récurrent -saison 1)
- 2004 : Less Than Perfect (en) : Roxanne Fiedler (saison 2, épisode 22)
- 2006 : So NoTORIous : Elle-même (rôle principal - 10 épisodes)
- 2007-2009 : Smallville : Linda Lake (saison 6, épisode 10 - saison 8, épisode 15)
- 2009 : 90210 Beverly Hills : Nouvelle Génération (90210) : Donna Martin (saison 1, épisodes 19 et 20)
- 2014 : Mystery Girls : Holly Hamilton (rôle principal - 10 épisodes)
- 2019 : BH90210 : Elle-même / Donna Martin  (rôle principal - 6 épisodes)
- 2020 : High School Crimes & Misdemeanors : Alison

#### Séries d'animation
- 1995 : Les Motards de l'espace (Biker Mice from Mars) : Romana Parmesana (voix originale - saison 3, épisode 8)
- 2005 : American Dad! : Kim (voix originale - saison 1, épisode 3)
- 2006 : Les Griffin (Family Guy) : Donna Martin (voix originale - saison 4, épisode 29)
- 2009 : Rick & Steve: The Happiest Gay Couple in All the World : Gina Michaels (voix originale - saison 2, épisode 7)
- 2011-2015 : Jake et les Pirates du Pays imaginaire (Jake and the Never Land Pirates) : La princesse pirate (voix originale - saisons 1 à 3, personnage invité)

#### Téléfilms
- 1983 : Shooting Stars : Jenny O'Keefe
- 1987 : The Three Kings : une fille du stand de falafel
- 1994 : Mortel Rendez-vous (A Friend to Die For) : Stacy Lockwood
- 1995 : Menaces dans la nuit (Awake to Danger) : Aimee McAdams
- 1996 : Une dette mortelle (Deadly Pursuits) : Meredith
- 1996 : Joanna, escort girl (Co-ed Call Girl) : Joanna Halbert
- 1996 : Si près du danger (Mother, May I Sleep with Danger?) : Laurel Lewisohn
- 1997 : Une inconnue au téléphone (Alibi) : Marti Gerrard
- 2003 : Le Cadeau de Carole (A Carol Christmas) : Carole Cartman
- 2005 : Une famille pour Charlie (en) (Family Plan) : Charlie McKenzie
- 2005 : Un mariage à l'épreuve (Hush) : Nina Hamilton
- 2006 : Au-delà de la vérité (Mind over Murder) : Holly Winters
- 2007 : La Maison du secret (Housesitter) : Elise Crawford
- 2012 : Les Princesses des neiges (The Mistle-Tones) : Marci
- 2016 : Sexe, mensonges et vampires (Mother, May I Sleep with Danger?) : Julie Lewisohn
- 2018 : Sharknado 6 (Sharknado 6: It's about time) : Raye Martin

#### Émissions de télé-réalité
Participante
- 2007 - 2012 : La Nouvelle Vie de Tori Spelling (Tori & Dean: Inn Love puis Tori & Dean: Home Sweet Hollywood)
- 2010 : Harry loves Lisa (saison 1, épisode 3)
- 2011 : The Millionaire Matchmaker (saison 5, épisode 2)
- 2011 : Tori & Dean: sTORIbook Weddings
- 2014 : Tori & Dean: Cabin Fever
- 2014 : True Tori (en)
- 2015 - 2016 : David Tutera : Party planner pour célébrités (David Tutera's Celebrations) (saison 2, épisodes 2, 9, 12, 13 et 14)
- 2016 : Hollywood Medium (saison 2, épisode 7)
- 2019 : The Masked Singer
- 2019 : MasterChef Celebrity Family Showdown
- 2020 : Celebrity Show-Off

Présentatrice
- 2012 : Top Créa (Craft Wars)
- 2018 : The Look All Stars

## Livres
- Stori Telling (2008)
- Mommywood (2009)
- Uncharted Territory (2010)
- Presenting Tallulah (2010)
- CelebraTORI (2012)
- Spelling It Like It Is (2013)

## Voix francophones
En France
| - Stéphanie Murat dans : - Beverly Hills 90210 (série télévisée) - Melrose Place (série télévisée) - Couleur Pacifique (série télévisée) - Mortel Rendez-vous (téléfilm) - Si près du danger (téléfilm) - Scream 2 - Scary Movie 2 - La Nouvelle Vie de Tori Spelling (émission de télé-réalité) - Laura Blanc dans : - Head Case (série télévisée) - 90210 Beverly Hills : Nouvelle Génération (série télévisée) - Une famille pour Charlie (téléfilm) - Le Cadeau de Carole (téléfilm) - Un mariage à l'épreuve (téléfilm) - Au-delà de la vérité (téléfilm) - La Maison du secret (téléfilm) - Les Princesses des neiges (téléfilm) - Sexe, mensonges et vampires (téléfilm) | et aussi - Barbara Tissier dans Smallville (série télévisée) - Edwige Lemoine dans Beverly Hills : BH90210 (série télévisée) |